# Premio César per la migliore sceneggiatura originale
Il premio César per la migliore sceneggiatura originale (César du meilleur scénario original) è un premio cinematografico assegnato annualmente dall'Académie des arts et techniques du cinéma alla miglior sceneggiatura originale di un film di produzione francese uscito nelle sale cinematografiche nel corso dell'anno precedente.
È stato introdotto nel 2006, contestualmente al premio per il miglior adattamento, in sostituzione del premio per la migliore sceneggiatura originale o il miglior adattamento assegnato dal 1976 al 1982 (ad eccezione del triennio dal 1983 al 1985 nel quale sono stati assegnati due distinti premi).

## Albo d'oro
I vincitori sono indicati in grassetto, a seguire gli altri candidati.
- 1976 - 1982: vedi Premio César per la migliore sceneggiatura originale o il miglior adattamento

## Anni 1980-1985
- 1983: Jean-Claude Carrière e Daniel Vigne - Il ritorno di Martin Guerre (Le retour de Martin Guerre)
  - Elie Chouraqui - Qu'est-ce qui fait courir David?
  - Mathieu Fabiani e Bob Swaim - La spiata (La balance)
  - Éric Rohmer - Il bel matrimonio (Le beau mariage)
- 1984: Hervé Guibert e Patrice Chéreau - L'homme blessé
  - Diane Kurys e Alain Le Henry - Prestami il rossetto (Coup de foudre)
  - Francis Veber - Les comperes - Noi siamo tuo padre (Les comperes)
- 1985: Bertrand Blier - Notre histoire
  - Éric Rohmer - Le notti della luna piena (Les nuits de la pleine lune)
  - Claude Zidi - Il commissadro (Les ripoux)

## Anni 1986-2005
- 1986 - 2005: vedi Premio César per la migliore sceneggiatura originale o il miglior adattamento

## Anni 2006-2009
- 2006: Radu Mihăileanu e Alain-Michel Blanc - Vai e vivrai (Va, vis et deviens)
  - Xavier Beauvois, Guillaume Bréaud e Jean-Eric Troubat - Le Petit Lieutenant
  - Christian Carion - Joyeux Noël - Una verità dimenticata dalla storia (Joyeux Noël)
  - Jean-Pierre e Luc Dardenne - L'Enfant - Una storia d'amore (L'Enfant)
  - Michael Haneke - Niente da nascondere (Caché)
- 2007: Olivier Lorelle e Rachid Bouchareb - Days of Glory (Indigènes)
  - Xavier Giannoli - Quand j'étais chanteur
  - Isabelle Mergault - Je vous trouve très beau
  - Danièle Thompson e Christopher Thompson - Un po' per caso, un po' per desiderio (Fauteuils d'orchestre)
  - Laurent Tuel e Christophe Turpin - Jean-Philippe
- 2008: Abdel Kechiche - Cous cous (La graine et le mulet)
  - Olivier Dahan - La vie en rose (La Môme)
  - Julie Delpy - 2 giorni a Parigi (2 Days in Paris)
  - Anne Le Ny - Ceux qui restent
  - Laurent Tirard e Grégoire Vigneron - Le avventure galanti del giovane Molière (Molière)
- 2009: Marc Abdelnour e Martin Provost - Séraphine
  - Rémi Bezançon - Le Premier Jour du reste de ta vie
  - Dany Boon, Alexandre Charlot e Franck Magnier - Giù al Nord (Bienvenue chez les Ch'tis)
  - Philippe Claudel - Ti amerò sempre (Il y a longtemps que je t'aime)
  - Arnaud Desplechin e Emmanuel Bourdieu - Racconto di Natale (Un conte de Noël)

## Anni 2010-2019
- 2010: Jacques Audiard, Thomas Bidegain, Abdel Raouf Dafri e Nicolas Peufaillit - Il profeta (Un prophète)
  - Xavier Giannoli - À l'origine
  - Jean-Paul Lilienfeld - La Journée de la jupe
  - Philippe Lioret, Emmanuel Courcol e Olivier Adam - Welcome
  - Radu Mihăileanu e Alain-Michel Blanc - Il concerto (Le Concert)
- 2011: Baya Kasmi e Michel Leclerc - Le Nom des gens
  - Mathieu Amalric, Philippe Di Folco, Marcelo Novais Teles e Raphaëlle Valbrune - Tournée
  - Bertrand Blier - Le Bruit des glaçons
  - Etienne Comar e Xavier Beauvois - Uomini di Dio (Des hommes et des dieux)
  - Benoît Delépine e Gustave de Kervern - Mammuth
- 2012: Pierre Schoeller - Il ministro - L'esercizio dello Stato (L'Exercice de l'État)
  - Valérie Donzelli e Jérémie Elkaïm - La guerra è dichiarata (La guerre est déclarée)
  - Michel Hazanavicius - The Artist
  - Maïwenn e Emmanuelle Bercot - Polisse
  - Éric Toledano e Olivier Nakache - Quasi amici - Intouchables (Intouchables)
- 2013: Michael Haneke - Amour
  - Bruno e Denis Podalydès – Adieu Berthe ou l'enterrement de Mémé
  - Noémie Lvovsky, Florence Seyvos, Maud Ameline e Pierre-Olivier Mattei – Camille redouble
  - Léos Carax – Holy Motors
  - Florence Vignon e Stéphane Brizé – Quelques heures de printemps
- 2014: Albert Dupontel - 9 mois ferme
  - Philippe Le Guay - Molière in bicicletta (Alceste à bicyclette)
  - Alain Guiraudie - Lo sconosciuto del lago (L'Inconnu du lac)
  - Asghar Farhadi - Il passato (Le Passé)
  - Katell Quillévéré e Mariette Désert - Suzanne
- 2015: Abderrahmane Sissako e Kessen Tall - Timbuktu
  - Thomas Cailley e Claude Le Pape - The Fighters - Addestramento di vita (Les Combattants)
  - Victoria Bedos e Stanislas Carré de Malberg - La famiglia Bélier (La Famille Bélier)
  - Thomas Lilti, Julien Lilti, Baya Kasmi e Pierre Chosson - Ippocrate (Hippocrate)
  - Olivier Assayas - Sils Maria
- 2016: Deniz Gamze Ergüven e Alice Winocour - Mustang
  - Jacques Audiard, Thomas Bidegain e Noé Debré - Dheepan - Una nuova vita (Dheepan)
  - Xavier Giannoli - Marguerite
  - Emmanuelle Bercot e Marcia Romano - A testa alta (La Tête haute)
  - Arnaud Desplechin e Julie Peyr - I miei giorni più belli (Trois souvenirs de ma jeunesse)
- 2017: Sólveig Anspach e Jean-Luc Gaget - L'effetto acquatico - Un colpo di fulmine a prima svista (L'Effet aquatique)
  - Romain Compingt, Houda Benyamina e Malik Rumeau - Divines
  - Sabrina B. Karine, Alice Vial, Pascal Bonitzer e Anne Fontaine - Agnus Dei (Les innocentes)
  - Bruno Dumont - Ma Loute
  - Justine Triet - Tutti gli uomini di Victoria (Victoria)
- 2018: Robin Campillo - 120 battiti al minuto (120 battements par minute)
  - Mathieu Amalric e Philippe Di Folco - Barbara
  - Julia Ducournau - Raw - Una cruda verità (Grave)
  - Claude Le Pape e Hubert Charuel - Petit paysan - Un eroe singolare (Petit paysan)
  - Éric Toledano e Olivier Nakache- C'est la vie - Prendila come viene (Le sens de la fête)
- 2019: Xavier Legrand - L'affido - Una storia di violenza (Jusqu'à la garde)
  - Pierre Salvadori, Benoît Graffin e Benjamin Charbit - Pallottole in libertà (En liberté!)
  - Gilles Lellouche, Ahmed Hamidi e Julien Lambroschini - 7 uomini a mollo (Le Grand Bain)
  - Alex Lutz, Anaïs Deban e Thibault Segouin - Guy
  - Jeanne Herry - In mani sicure - Pupille (Pupille)

## Anni 2020-2029
- 2020: Nicolas Bedos – La belle époque
  - Ladj Ly – I miserabili (Les Misérables)
  - François Ozon – Grazie a Dio (Grâce à Dieu)
  - Céline Sciamma – Ritratto della giovane in fiamme (Portrait de la jeune fille en feu)
  - Éric Toledano e Olivier Nakache – The Specials - Fuori dal comune (Hors normes)
- 2021: Albert Dupontel – Adieu les cons
  - Caroline Vignal – Io, lui, lei e l'asino (Antoinette dans les Cévennes)
  - Emmanuel Mouret – Les choses qu'on dit, les choses qu'on fait
  - Filippo Meneghetti e Malysone Bovorasmy – Due (Deux)
  - Benoît Delépine e Gustave Kervern – Imprevisti digitali (Effacer l'historique)
- 2022: Arthur Harari e Vincent Poymiro – Onoda - 10.000 notti nella giungla (Onoda, 10 000 nuits dans la jungle)
  - Valérie Lemercier e Brigitte Buc – Aline - La voce dell'amore (Aline)
  - Leos Carax, Ron Mael e Russell Mael – Annette
  - Yann Gozlan, Simon Moutaïrou e Nicolas Bouvet-Levrard – Black Box - La scatola nera (Boîte noire)
  - Catherine Corsini, Laurette Polmanss e Agnès Feuvre – Parigi, tutto in una notte (La Fracture)
- 2023: Louis Garrel, Tanguy Viel e Naïla Guiguet – L'innocente (L'Innocent)
  - Éric Gravel – Full Time - Al cento per cento (À plein temps)
  - Valeria Bruni Tedeschi, Agnès de Sacy e Noémie Lvovsky – Forever Young - Les Amandiers (Les Amandiers)
  - Cédric Klapisch e Santiago Amigorena – La vita è una danza (En corps)
  - Alice Diop, Amrita David e Marie Ndiaye – Saint Omer
- 2024: Justine Triet ed Arthur Harari – Anatomia di una caduta (Anatomie d'une chute)
  - Thomas Cailley e Pauline Munier – The Animal Kingdom (Le Règne animal)
  - Jean-Baptiste Durand – Chien de la casse
  - Jeanne Herry – Je verrai toujours vos visages
  - Cédric Kahn e Nathalie Hertzberg – Il caso Goldman (Le Procès Goldman)
- 2025: Boris Lojkine e Delphine Agut – La storia di Souleymane (L'Histoire de Souleymane)
  - Louise Courvoisier e Théo Abadie – Vingt Dieux
  - Emmanuel Courcol e Irène Muscari – L'orchestra stonata (En fanfare)
  - Stéphane Demoustier – Borgo
  - Alain Guiraudie – L'uomo nel bosco (Miséricorde)